# South Devon Football League
South Devon Football League är en engelsk fotbollsliga baserad i Devon, grundad 1902. Den består av sex divisioner och toppdivisionen Premier Division ligger på nivå 12 i det engelska ligasystemet.
Ligan är en matarliga till South West Peninsula Football League.

## Mästare
| Säsong  | Premier Division         |
| ------- | ------------------------ |
| 2006/07 | Brixham Villa            |
| 2007/08 | Bovey Tracey AFC         |
| 2008/09 | Kingskerswell & Chelston |
| 2009/10 | Watts Blake Bearne       |
| 2010/11 | Upton Athletic           |